# Harald Bergmann
Harald Bergmann (* 1963 in Celle) ist ein deutscher Filmemacher. Er hat sich in seinem Schaffen in mehreren Kinofilmen intensiv mit dem Werk Friedrich Hölderlins auseinandergesetzt.

## Leben
Harald Bergmann studierte zunächst Philosophie und Literaturwissenschaft an der Ludwig-Maximilians-Universität München, dann Film an der Hochschule für bildende Künste Hamburg und am California Institute of the Arts in Los Angeles. Er lehrte Filmgestaltung u. a. an der Filmakademie Baden-Württemberg in Ludwigsburg, der Staatlichen Hochschule für Gestaltung Karlsruhe, der Kunsthochschule für Medien Köln und der Universität Luzern. 
In Zusammenarbeit mit der Witwe des Dichters hat er den medialen Nachlass Rolf Dieter Brinkmanns (Tonbänder, Super-8-Filme, Materialbücher und Collagen) in seinem Kino- und DVD-Projekt Brinkmanns Zorn aufgearbeitet.
Zuletzt entstand unter Mitwirkung Dmitri Nabokovs der Kinofilm Der Schmetterlingsjäger – 37 Karteikarten zu Nabokov (D/CH 2012) zu Texten Vladimir Nabokovs aus seiner Autobiographie Erinnerung, sprich und Auszügen des Kapitels Textur der Zeit aus Nabokovs Roman Ada oder Das Verlangen.
Bergmann lebt und arbeitet in Berlin.

## Auszeichnungen
- Niedersächsischer Medienpreis, 1996
- Preis der Autoren der Frankfurter Autorenstiftung, 2007
- Friedrich-Hölderlin-Preis der Universität und der Universitätsstadt Tübingen für sein Gesamtwerk, 2007
- Adolf-Grimme-Preis für seinen Film Brinkmanns Zorn, 2009
- Nonfiktionale Preis der Stadt Bad Aibling für seinen Film Brinkmanns Zorn, 2014

## Filmografie
- Jo, der Unfall, 1990, ZDF Kleines Fernsehspiel, 71 min.
- Schaut euch diesen Berg an - einstmals war er Feuer, 1991, 16 mm, 60 min.
- Lyrische Suite/Das untergehende Vaterland (1. Teil der Hölderlin-Trilogie), 1992, 16 mm, 84 min.
- Hölderlin Comics (2. Teil der Hölderlin-Trilogie), 1994, 16 mm, 90 min.
- Poets, 1996, Betacam SP, 80 min. (Film und Live-Konzert)
- Anrufbeantworterfilm, 1996, Betacam SP, 21 min.
- 9 Variationen über die neue Zeit, 1998, Betacam SP, 60 min.
- Scardanelli (3. Teil der Hölderlin-Trilogie), 2000, 35 mm, 112 min.
- Passion Hölderlin, 2003, Digibetacam, 66 min.
- Brinkmanns Zorn (Kinofilm über den Dichter Rolf Dieter Brinkmann), 2005/2006
- Brinkmanns Zorn – Director's Cut, DVD-Edition in vier Teilen, 2007

– Die Super-8-Filme 1967–70, 88 min.
– Longkamp Tagebuch 1971, 69 min.
– Schnitte Collagen 1972/73, 79 min.
– Die Tonbänder 1973–75, 105 min.
- Der Schmetterlingsjäger – 37 Karteikarten zu Nabokov, 2012, HD/5.1, 135 min.
- Vorzeit - Eloge auf Griechenland, 2019, DCP/5.1, 86 min.[1]

## Ausstellungen
- 2012/13: HIN – Hölderlins Archive. Filminstallation, Stiftung Moritzburg / Kunstmuseum des Landes Sachsen-Anhalt, Halle an der Saale